# Ekkehardt Belle

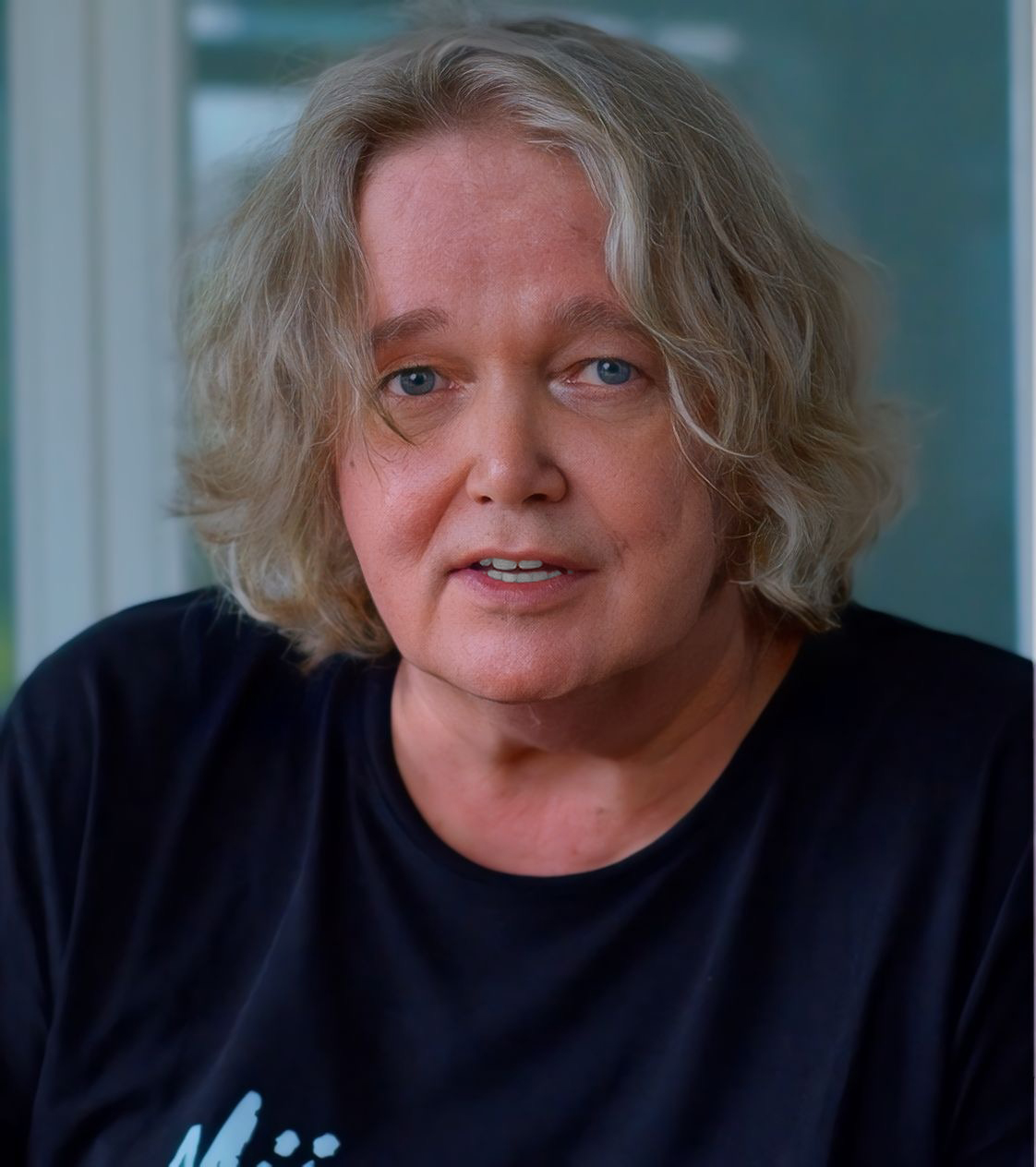
Ekkehardt Belle, 2021 – während den Aufnahmen zum Hörspiel Blaues Herz im Wolfy-Office in Ludwigsburg.

Ekkehardt „Ekki/Ecki“ Belle (* 18. Mai 1954 in Glehn, Korschenbroich; † 31. Januar 2022 in München) war ein deutscher Schauspieler, Synchronsprecher, Hörspielsprecher und Synchronregisseur.

## Biografie
Bereits als Kind wirkte Belle in Werbe- und Fernsehfilmen u. a. neben Peter Alexander, Theo Lingen und Martin Held mit. Ab 1973 spielte er in Sexfilmen wie Junge Mädchen mögen’s heiß, Hausfrauen noch heißer, Matratzen-Tango, Was Schulmädchen verschweigen, Die Nichte der O. und Schulmädchen-Report 5 mit.
Einem breiten Publikum bekannt wurde er durch die Titelrolle in dem ZDF-Vierteiler Die Abenteuer des David Balfour, der zu Weihnachten 1978 ausgestrahlt wurde. 1979 gab ihm Franz Josef Gottlieb die Hauptrolle des Stefan in der Sexkomödie Sunnyboy und Sugarbaby. Im gleichen Jahr spielte er auch die Hauptrolle in der ZDF-Produktion Merlin. In der Zeit von 1980 bis 1986 wirkte er in acht Derrick-Folgen mit, zuletzt in der Episode Der Fall Weidau. 1983 stand Belle neben Martin Held und Gert Fröbe für die Fernsehverfilmung des Komödienklassikers Der Raub der Sabinerinnen von Franz und Paul von Schönthan vor der Kamera und spielte in der Weihnachtsserie Nesthäkchen mit.
Aus dem Filmgeschäft zog sich Belle nach eigenen Angaben zurück, weil er keine Lust mehr darauf hatte, für seine Rollen „Klinken zu putzen“, und er die Sicherheit und Unabhängigkeit schätzte, die ihm die Synchronrollen schenkten. Nach Mitte der 1980er-Jahre erfolgten kaum noch Filmauftritte, eine Ausnahme bildete im Jahr 2013 Der blinde Fleck.
Belle konnte sich seit den 1980er-Jahren als gefragter Synchronsprecher profilieren, unter anderem als deutsche Stimme von Bill Bixby, Steven Seagal, Lorenzo Lamas und Kevin Sorbo. Laut eigenen Angaben sprach er weit über 3000 Rollen. In den Harry-Potter-Filmen lieh er im deutschsprachigen Raum dem Sprechenden Hut, in der Animeserie One Piece der Figur Smoker und in der Zeichentrickserie Darkwing Duck dem Hauptantagonisten Fiesoduck seine Stimme. In der ersten Staffel der Fantasy-Serie Game of Thrones synchronisierte er Mark Addy in der Rolle des Robert Baratheon. Im November 2008 war Belle in der Pasinger Fabrik in München in dem Live-Hörspiel Spring Heeled Jack auf der Bühne zu erleben. 2021 war Belle, unter der Regie von Thomas Plum, als Hans Berg im Krimi-Hörspiel Blaues Herz zu hören. Blaues Herz sollte ursprünglich ein Live-Hörspiel werden und wurde im Auftrag von Belle von Thomas Plum geschrieben. Aufgrund der Corona-Pandemie konnte dieses Vorhaben nicht umgesetzt werden, so wurde es als reguläres Hörspiel von Wolfy-Office produziert.
Im selben Jahr synchronisierte er den Erzähler im Hörspiel zum Film von Die Olchis : Willkommen in Schmuddelfing.
Belle lebte mit seiner Frau bis zu deren Tod in München. Zuvor war er mehrere Jahre mit seiner Balfour-Kollegin Aude Landry liiert. Sein Neffe Maximilian Belle und seine Nichte Jacqueline Belle sind ebenfalls in der Synchronbranche tätig. Ekkehardt Belle starb im Alter von 67 Jahren an den Folgen einer Operation.

## Filmografie (Auswahl)
- 1972: Hauptsache Ferien
- 1972: Schlachthof 5 (Slaughterhouse-Five)
- 1973: Schulmädchen-Report. 5. Teil: Was Eltern wirklich wissen sollten
- 1973: Was Schulmädchen verschweigen
- 1974: Es war nicht die Nachtigall
- 1974: Die Grashüpfer (Fernsehserie)
- 1975: Die Halde (Fernsehfilm)
- 1975: Der Kommissar (Fernsehserie, Folge 95 Eine Grenzüberschreitung)
- 1975: Aktenzeichen XY … ungelöst (Fernsehsendung, Folge vom 12. September 1975, als 1. Jugendlicher auf dem Mofa)
- 1976: Triumphmarsch (Marcia trionfale)
- 1978: Die Abenteuer des David Balfour (Kidnapped) (Fernseh-Miniserie)
- 1978: Heinrich Heine (Fernsehfilm)
- 1979: Die Protokolle des Herrn M. (Fernsehserie, Folge Fahrkarte nach Neapel)
- 1979: Sunnyboy und Sugarbaby
- 1980: Tatort: Streifschuß (Fernsehfilm)
- 1979: Merlin (Fernseh-Miniserie)
- 1978–1979: Eine Frau bleibt eine Frau (Fernsehserie, zwei Folgen)
- 1980–1986: Derrick (Fernsehserie, sieben Folgen)
- 1981: Sonderdezernat K1 (Fernsehserie, Folge 19 Die Rache eines V-Mannes)
- 1982: Sehnsucht nach dem rosaroten Chaos (Salut... j’arrive!)
- 1982: Ehe oder Liebe
- 1983: Der Raub der Sabinerinnen (Fernsehspiel)
- 1983: Nesthäkchen (Fernsehserie)
- 1985: Die Krimistunde (Fernsehserie, Folge 15 Hüte und Schachteln)
- 2013: Der blinde Fleck

## Sprecher (Auswahl)

### Filme
- 1973: Das Grauen von Schloss Montserrat als Pablo Benito
- 1974: James Garner in Südsee-Cowboy als Lincoln Costain
- 1976: Claude Hébert in Ich, Pierre Riviere… als Pierre Rivière
- 1979: Kieran Carter in Sado – Stoß das Tor zur Hölle auf als Frank Wyler
- 1981: Lucas Belvaux in Der Geheimagent als Stevie
- 1989: Walter Koenig in Moontrap als Jason Grant
- 1990: John Candy in Kevin – Allein zu Haus als Gus Polinski
- 2001: Leslie Phillips in Harry Potter und der Stein der Weisen als sprechender Hut
- 2001: Chris Noth in The Glass House als Onkel Jack
- 2002: Leslie Phillips in Harry Potter und die Kammer des Schreckens als sprechender Hut
- 2007: Bunta Sugawara in Die Chroniken von Erdsee als Sperber
- 2008: Semmy Schilt in Transporter 3 als Der Brecher
- 2008: Eric Roberts in The Dark Knight als Salvatore Maroni
- 2009: Ray Stevenson in Punisher: Warzone als Frank Castle / Punisher
- 2009: Naoto Takenaka in One Piece – Strong World als Shiki
- 2011: Jason Statham in Gnomeo und Julia als Tybalt
- 2015: Eric Roberts in Cowboys vs. Dinosaurs als Trent Walker
- 2015: Michael Madsen in The Hateful Eight als Joe Gage
- 2019: Mahito Ōba in One Piece: Stampede als Smoker
- 2019: Michael Madsen in Once Upon a Time in Hollywood als Sheriff Hacket

### Serien
- 1977–1982: Bill Bixby in Der unglaubliche Hulk als Dr. David Bruce Banner
- 1987–1988: Townsend Coleman in Saber Rider und die Starsheriffs als Saber Rider
- 1991–1992: Jim Cummings in Darkwing Duck als Fiesoduck
- 1993: John Wesley Shipp in Flash – Der Rote Blitz als Barry Allen
- 1994–1997: Lorenzo Lamas in Renegade – Gnadenlose Jagd als Reno Raines / Vince Black
- 1995–2000: Kevin Sorbo in Hercules als Hercules
- 2000: Lorenzo Lamas in Air America als Rio Arnett
- 2003–2020: Ginzō Matsuo und Mahito Ohba in One Piece als Smoker
- 2005–2016: Tetsu Inada in One Piece als Jesus Barges
- 2005: Hidekatsu Shibata in One Piece als Kargara
- 2008, 2015: Julian Bleach in Doctor Who als Davros
- 2010: John DiMaggio in Ben 10: Ultimate Alien als Aggressor
- 2011: Mark Addy in Game of Thrones als Robert Baratheon
- 2016: Samuel Fröler in Nobel als Gunnar Riiser
- 2016–2018: Roberto Carnaghi in Soy Luna als Alfredo Bilder
- 2016–2020: Jere Burns in Angie Tribeca als Lt. Chet Atkins
- 2016–2017: Andrew Dice Clay in Dice als Andrew Dice Clay
- 2017: Clarke Peters in The Blacklist: Redemption als Richard Whitehall
- 2019: Mutsumi Sasaki in Dororo als Biwamaru
- 2019: Fred Tatasciore in Disney Amphibia als Sumpfbart-Joe
- 2021: Randy Oglesby in WandaVision als Dr. Stan Nielson
- 2021: Clarke Peters in Foundation als Abbas

### Hörspiele
- 2008: Dodos Rückkehr – Lauscherlounge ISBN 978-3-943046-50-2.
- 2008: Dodos Suche – Lauscherlounge ISBN 978-3-943046-51-9.
- 2009: Dodos Geheimnis – Lauscherlounge ISBN 978-3-943046-52-6.
- 2009: Dodos Reise – Lauscherlounge ISBN 978-3-943046-53-3.
- 2015: Monster 1983 (Audible-Hörspiel) als Deputy Brian Landers
- 2021: Cyberdetective: Episode 7 – Weihnachtsgeist als Knecht Ruprecht (Holysoft – Regie: David Holy)
- 2021: 113 als sich selbst (Wolfy-Office – Regie: Kim Jens Witzenleiter & Thomas Plum)[8]
- 2021: Blaues Herz – Teil 1 als Hans Berg (Wolfy-Office – Regie: Thomas Plum)[9]
- 2021: Die Olchis : Willkommen in Schmuddelfing als Erzähler
- 2022: Blaues Herz – Teil 2 als Hans Berg (Wolfy-Office – Regie: Thomas Plum)

## Belege
1. ↑  Trauer in München: Schauspieler und Synchron-Star Ekkehardt Belle ist tot, abendzeitung-muenchen.de, 1. Februar 2022
2. ↑  Interview auf TV-Nostalgie vom 27. November 2005, abgerufen am 22. Mai 2016
3. ↑  Ekkehardt Belle in: titania-medien
4. ↑  Massengeschmack-TV: Tanz der Teufel, Hulk, Steven Seagal: Kult-Sprecher Ekkehardt Belle. 28. April 2017, abgerufen am 13. Mai 2019.
5. ↑  Hörspiel-Premiere: Regiedebüt von Thomas Plum mit dem Zweiteiler „Blaues Herz“. Abgerufen am 6. Oktober 2021.
6. ↑  BLAUES HERZ von THOMAS PLUM & WOLFY-OFFICE. Abgerufen am 6. Februar 2022.
7. ↑  Abendzeitung Germany: Trauer in München: Schauspieler und Synchron-Star Ekkehardt Belle ist tot. 1. Februar 2022, abgerufen am 1. Februar 2022.
8. ↑  113 (2021). Abgerufen am 6. Februar 2022 (deutsch).
9. ↑  Hörspiel-Premiere: Regiedebüt von Thomas Plum mit dem Zweiteiler „Blaues Herz“. Abgerufen am 6. Oktober 2021.

| Personendaten    | Personendaten                               |
| ---------------- | ------------------------------------------- |
| NAME             | Belle, Ekkehardt                            |
| ALTERNATIVNAMEN  | Belle, Ekki; Belle, Ecki                    |
| KURZBESCHREIBUNG | deutscher Schauspieler und Synchronsprecher |
| GEBURTSDATUM     | 18. Mai 1954                                |
| GEBURTSORT       | Glehn (Korschenbroich)                      |
| STERBEDATUM      | 31. Januar 2022                             |
| STERBEORT        | München                                     |